# Bubblegum pop
Genres dérivés
Pop punk, Europop, dance-pop, teen pop, glam rock, noise pop, punk rock, bubblegum dance
La bubblegum pop (également connu sous les noms de bubblegum rock, musique bubblegum ou simplement bubblegum) est un genre de musique pop conçu et commercialisé dans le but d'attirer un public adolescent et préadolescent, souvent dirigé par des producteurs et utilisant des interprètes inconnus. La prolifération de la musique bubblegum prend place entre 1967 et 1972. Une seconde vague du style s'entame deux années plus tard et se poursuit jusqu'en 1977, année où le disco gagne en notoriété et où le punk rock émerge. Des artistes comme Britney Spears ramèneront également ce genre vers la fin des années 1990.
Le genre musical est majoritairement axé sur des singles individuels plutôt qu'un album, ceci s'expliquant par la présomption que les adolescents possèdent peu d'argent, et sont souvent plus susceptibles d'acheter un seul titre plutôt qu'un LP en entier. D'autre part, comme plusieurs des chanteurs de ce genre gagnent en popularité en raison de leur équipe, une grande partie des chansons bubblegums se révèlent être des succès sans lendemain. Les artistes bubblegums les plus connus incluent 1910 Fruitgum Company, Ohio Express, ainsi que The Archies, un groupe animé ayant produit la chanson bubblegum la plus connue, Sugar, Sugar.

## Caractéristiques
Le genre se caractérise par des musiques pop ciblant les pré-adolescents et adolescents, commercialisées à la chaîne, et composées avec des chanteurs inconnus du grand public. Les chansons ont pour sujet des enfants innocents, souvent avec des sous-entendus à caractère sexuel. Les chansons bubblegum se définissent par une mélodie entrainante, une harmonie simpliste, un rythme entrainant, des riffs répétitifs et des refrains vocaux.
Les paroles se centrent habituellement sur l'amour, parfois des sensations de joie, ou la joie elle-même, et sur des ingrédients comestibles comme le sucre, le miel, la confiture et la marmelade. Les usines de céréales ont renforcé le lien entre les chansons bubblegum et les sucreries, grâce à leurs publicités. Des albums de The Archies, The Banana Splits, The Monkees, Bobby Sherman, David Cassidy, The Partridge Family, The Osmonds, DeFranco Family étaient inclus à l'arrière des paquets de céréales dans les années 1960 et au début des années 1970, tandis que des groupes tels que The Brady Bunch possédaient leurs propres marques de chewing-gum.

## Histoire
La naissance du bubblegum remonte au succès des chansons Green Tambourine des Lemon Pipers (1968), Simon Says de 1910 Fruitgum Company, The Rapper des Jaggerz et de Yummy Yummy Yummy de Ohio Express, mais la presse spécialisée affirme que des chansons comme Iko Iko des Dixie Cups et (How Much Is) That Doggie in the Window? de Patti Page en sont les précurseurs.
Un terrain propice pour le genre est également perçu dans le garage rock des années 1960. Des groupes de garage et de bubblegum étaient généralement des groupes composant uniquement des singles. Des groupes de garage punk, comme Shadows of Knight, se mettent tardivement au bubblegum, tandis que d'autres, comme Ohio Express, démarrent dès le début. Entre ces deux camps émerge le groupe originaire de Floride The Royal Guardsmen (en), qui atteint la seconde place des classements en 1966 avec leur titre Snoopy Vs. The Red Baron (en) ; idem avec le groupe The Fifth Estate, dont la chanson Ding-Dong! The Witch Is Dead atteint la onzième place aux États-Unis. Tommy James and the Shondells ont également influencé le genre avec des chansons comme Hanky Panky (1964), It's Only Love (1966), et I Think We're Alone Now et Gettin Together (1967).